# Керлигачское сельское поселение
Керлигачское сельское поселение Лениногорского района расположено на Юго-Востоке Республики Татарстан.

## География
Керлигачинское сельское поселение расположено на склонах Бугульминско-Белебеевской возвышенности, в 60 км от города Лениногорска и в 40 км от г. Альметьевска. По территории сельского поселения протекает речка Инеш. Сельское поселение граничит на севере — с Урмышлинским сельским поселением, на востоке — с Федотовским сельским поселением, на юге — с Сарабикуловским сельским поселением, на западе — с Черемшанским районом.

## Демография
| 2010 | 2011 | 2012 | 2013 | 2014 | 2015 | 2016 |
| ---- | ---- | ---- | ---- | ---- | ---- | ---- |
| 525  | ↘523 | ↘510 | ↘478 | ↗487 | ↘466 | ↘451 |
| 2017 | 2018 |      |      |      |      |      |
| ↘450 | ↘436 |      |      |      |      |      |

Возрастной состав населения (2010 год):
| Дети дошкольного возраста | 56  | 6,6 %  |
| Учащиеся                  | 64  | 7,6 %  |
| Трудоспособное население  | 437 | 51,8 % |
| Пенсионеры                | 286 | 33,9 % |

Национальный состав: татары — 99,7 %